# Bisrampur
Bisrampur (nepalski: विश्रामपुर) – gaun wikas samiti w środkowej części Nepalu w strefie Narajani w dystrykcie Parsa. Według nepalskiego spisu powszechnego z 2001 roku liczył on 892 gospodarstw domowych i 5905 mieszkańców (2832 kobiet i 3073 mężczyzn).